# К'ямпо
К'ямпо (італ. Chiampo, вен. Cianpo) — муніципалітет в Італії, у регіоні Венето, провінція Віченца.
К'ямпо розташовані на відстані близько 420 км на північ від Рима, 85 км на захід від Венеції, 21 км на захід від Віченци.
Населення — 12 991 особа (2014).
Щорічний фестиваль відбувається 11 листопада. Покровитель — Martino di Tours.

## Демографія
Населення за роками:

Станом на 1 січня 2023 року в муніципалітеті офіційно проживало 1619 іноземців з 50 країн, серед них 103 громадяни країн Євросоюзу та 19 громадян України.

## Сусідні муніципалітети
- Арциньяно
- Ногароле-Вічентіно
- Ронка
- Сан-Джованні-Іларіоне
- Сан-П'єтро-Муссоліно
- Вестенанова